# Un prof pas comme les autres
Série
Un prof pas comme les autres 2
(2015)
Pour plus de détails, voir Fiche technique et Distribution.
Un prof pas comme les autres (Fack ju Göhte en version originale) est une comédie allemande, réalisée par Bora Dagtekin et sorti en 2013. Le titre original est la transcription délibérément incorrecte et germanisée de Fuck You Goethe (≈ « Goethe peut aller se faire foutre ») et le film traite du désintérêt des élèves allemands pour les cours à l'école Goethe.
Le film suit un braqueur de banque sortant de prison par une série de hasards et de quiproquos, qui va parvenir à donner à une classe d'élèves difficiles le goût de l'apprentissage dans un lycée allemand là où les autres professeurs qualifiés avaient échoué.
Projeté en avant-première le 29 octobre 2013 à Munich, le film est sorti dans les cinémas allemands le 7 novembre 2013. Avec plus de 7 millions d'entrées, c'est le plus grand succès du box-office allemand en 2013 et figure dans le top 50 des plus grands succès du box-office allemand depuis 1968. Un prof pas comme les autres sort en France le 12 novembre 2014, un an après la sortie allemande.
Deux suites, Un prof pas comme les autres 2 et Un prof pas comme les autres 3, sont respectivement sorties en 2015 et 2017.

## Synopsis

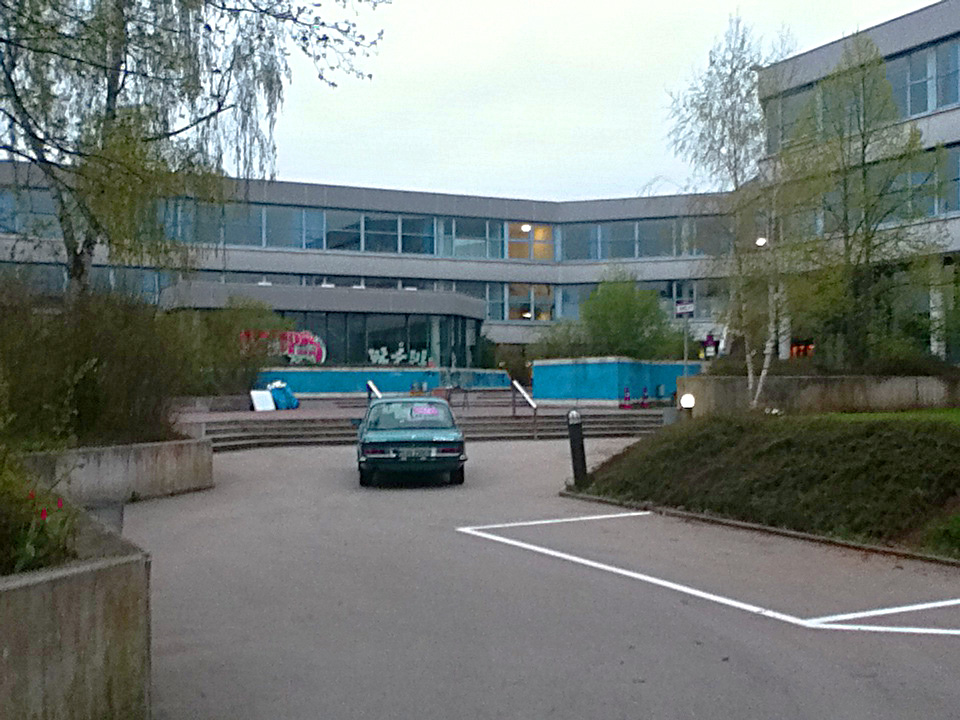
L'école Goethe, premier jour de tournage.

Le braqueur de banque Zeki Müller (Elyas M'Barek) sort de prison où il n'est resté que treize mois parce que les autorités n'ont pas pu retrouver le magot. C'est sa copine Charlie (Jana Pallaske), à laquelle il rend visite dans son strip club, qui l'a enterré pour lui à côté d'un chantier. Zeki compte bien déterrer le magot au plus vite car il doit de l'argent à Attila (Erdal Yıldız), qui est plutôt agressif. Quand il se rend sur les lieux, il s'aperçoit que le gymnase de l'école Goethe a été construit juste au-dessus de la cachette.
Zeki décide alors de se faire engager comme concierge à l'école le jour pour pouvoir aller au sous-sol la nuit et y creuser un tunnel pour récupérer son magot. Peu de temps après, il cause un quiproquo pour faire fuir les autres candidats et est engagé temporairement comme professeur par la directrice Gudrun Gerster (Katja Riemann).
Il fait connaissance de Elisabeth « Lisi » Schnabelstedt (Karoline Herfurth), stagiaire à l'école qui vit avec sa sœur Laura (Anna Lena Klenke). Lisi avait été, en son temps, une élève de l'école, mais, de son propre aveu, « les temps ont bien changé » : elle manque d'assurance face à la nouvelle génération d'élèves et a bien du mal à tenir sa classe. Après une énième tentative de suicide, Ingrid Leimbach-Knorr (Uschi Glas) quitte l'école et la directrice décide que la classe dont elle s'occupait, la turbulente 3e B, revient maintenant à Lisi Schnabelstedt.

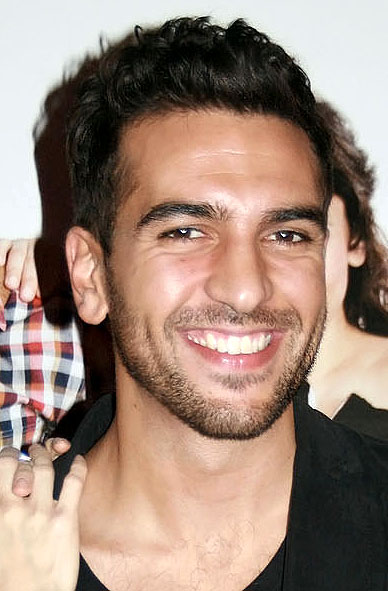
Elyas M'Barek (2011)

Pendant ce temps-là, Zeki continue de travailler de nuit pour creuser un tunnel sous l'école afin de retrouver son magot. Puisqu'il n'a pas de diplôme pour être professeur, il copie le diplôme d'enseignant de Lisi, mais elle finit par s'en rendre compte. Elle lui propose alors un marché : elle garde le secret à condition qu'il prenne la classe de 3e B et elle la classe des petits cinquièmes. Zeki n'a d'autre choix que d'accepter. Pour gagner le respect des élèves, et surtout des deux meneurs Chantal (Jella Haase) et Danger (Max von der Groeben), il emploie des méthodes expéditives et politiquement incorrectes, les insulte, leur tire dessus avec un pistolet de paintball ou regarde avec eux des DVD au lieu de leur faire des cours. Il leur fait faire des sorties scolaires inhabituelles comme la visite de ses amis héroïnomanes pour les dissuader de devenir dealers.
Pendant ce temps Zeki vient vivre chez Lisi, car il est SDF. Il l'invite à participer avec les élèves au taggage d'un train pendant la nuit pour la rendre plus populaire auprès d'eux. À cette occasion, un élève tague « fack ju Göhte » sur un wagon et Lisi se félicite que l'élève en question ne fasse pas partie de sa classe d'anglais. Il aide aussi Laura, la sœur de Lisi, à se mettre en couple avec Danger, l'homme de ses rêves. Quant à Zeki et Lisi, ils se rapprochent de plus en plus avant de, eux aussi, former un couple.
Grâce à son GPS, Zeki retrouve enfin son magot, enfoui sous une épaisse couche de béton. Pendant un cours de gymnastique au gymnase, le sol s'effondre et Lisi découvre le tunnel que Zeki a creusé. Elle découvre aussi qu'il a fait de la prison et décide de couper les ponts avec lui. Zeki est alors tenté de retrouver ses activités de banditisme et se prépare à braquer une banque avec son complice Paco (Farid Bang) mais décide de ne pas le faire quand le train graffé par ses élèves passe devant lui.
Charlie, l'amie de Zeki, essaye de convaincre Lisi que Zeki veut changer pour elle. De plus, lors de ses fouilles, Zeki a trouvé une capsule temporelle que Lisi avait enterrée pendant sa scolarité avec une photo et une lettre intime. Zeki utilise cette photo en classe pour lui prouver qu'il tient à elle.
Il essaye alors de la reconquérir en lui offrant une robe pour la remise des diplômes de l'école, et décide d'avouer à la principale Mme Gerster qu'il n'est pas professeur et qu'il n'a même pas le bac. Au vu de ses résultats pédagogiques dans la classe 3e B et de la nette amélioration du niveau de ses élèves, Mme Gerster l'embauche comme professeur en CDI au lycée, et l'aide à falsifier tous les documents pour régulariser son emploi. Entre-temps, la 3e B s'intéresse aux cours et a enfin le désir d'apprendre. Quant aux notes, les 5 et 6  sont devenus des 15 et des 18.

## Fiche technique
Sauf indication contraire, les informations mentionnées dans cette section peuvent être confirmées par la base de données cinématographiques IMDb,  présente dans la section « Liens externes ».
- Titre français : Un prof pas comme les autres
- Titre original : Fack ju Göhte
- Titre anglais : Suck me Shakespeere
- Réalisation : Bora Dagtekin
- Scénario : Bora Dagtekin
- Décors : Nele Jordan
- Costumes : Regina Tiedeken
- Photographie : Christof Wahl
- Montage : Charles Ladmiral, Zaz Montana
- Musique : Michael Beckmann
- Casting : Franziska Schlattner, Daniela Tolkien
- Production : Lena Schömann, Christian Becker
- Sociétés de production : Constantin Films, Rat Pack Filmproduktion
- Société de distribution : Constantin Films
- Format : 35 mm - 2.35:1 - couleur
- Pays d'origine :  Allemagne
- Langue originale : allemand
- Genre : comédie
- Durée : 118 minutes
- Budget : 5 millions d'euros
- Dates de sortie :
  - Munich : 29 octobre 2013
  -  Allemagne : 7 novembre 2013

### Version française
- Société de doublage : NDE Production
- Direction artistique : Antony Delclève
- Adaptation des dialogues : Frédéric Alameunière
- Enregistrement et mixage :

## Distribution
- Elyas M'Barek (VFB : Mathieu Moreau) : Zeki Müller
- Karoline Herfurth (VFB : Audrey d'Hulstère) : Elisabeth « Lisi » Schnabelstedt
- Katja Riemann (VFB : Stéphane Excoffier) : Gudrun Gerster, la directrice
- Jana Pallaske (VFB : Séverine Cayron) : Charlie
- Alwara Höfels (de) (VFB : Marcha van Boven) : Caro Meyer
- Jella Haase (VFB : Élisabeth Guinand) : Chantal Ackermann
- Max von der Groeben (VFB : Pierre Lognay) : Daniel « Danger » Becker
- Anna Lena Klenke (VFB : Marie du Bled) : Laura Schnabelstedt
- Gizem Emre (VFB : Mélissa Windal) : Zeynep
- Aram Arami (de) (VFB : Grégory Praet) : Burak
- Uschi Glas (VFB : Myriam Thyrion) : Ingrid Leimbach-Knorr
- Margarita Broich (VFB : Nathalie Hons) : Mme Sieberts
- Farid Bang (VFB : Antoni Lo Presti) : Paco
- Christian Näthe (de) : le professeur de biologie
- Bernd Stegemann (VFB : Patrick Descamps) : Monsieur Gundlach
- Erdal Yıldız (de) (VFB : Jean-Michel Vovk) : Attila
- Laura Osswald : l'institutrice du jardin d'enfant

Version française dirigée par Antony Delclève au studio NDE Production (Belgique), d'après une adaptation des dialogues de Frédéric Alameunière. Informations prélevées du carton du doublage français.

## Production

### Choix des interprètes
Le rôle de Zeki Müller a été écrit par Bora Dagtekin pour Elyas M'Barek. M'Barek et Dagtekin ont déjà tourné ensemble dans les séries Les Allumeuses, Le Journal de Meg, Family Mix et son adaptation cinématographique. La productrice Lena Schönmann n'a pas tari d'éloge sur M'Barek et sa « discipline incroyable », car l'acteur a commencé plusieurs mois avant le tournage à s'exercer avec un entraîneur particulier et à perdre huit kilos, notamment pour pouvoir exhiber un torse nu musclé qui coupe le souffle à Lisi (Karoline Herfurth) dans la scène de la piscine.

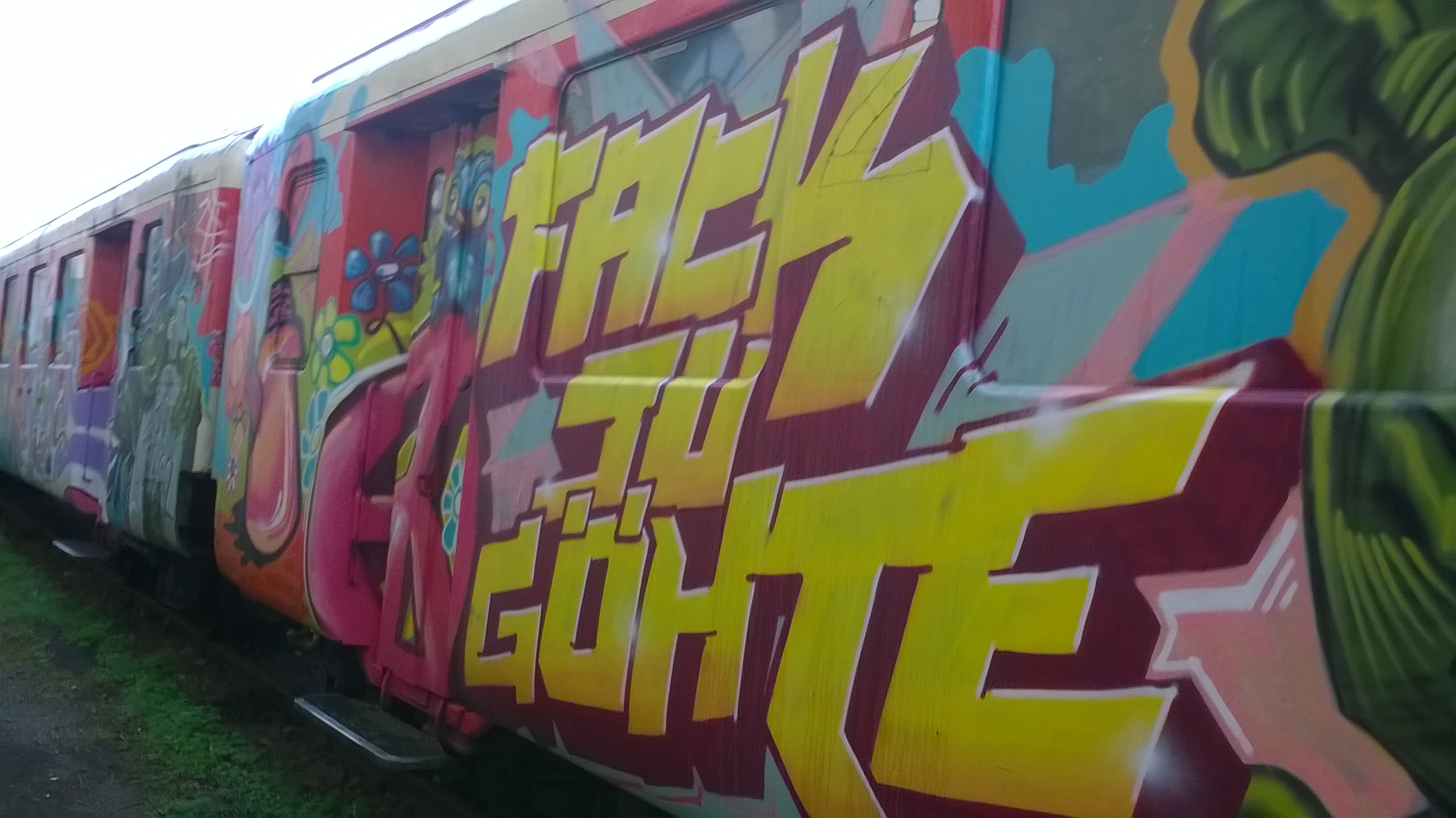
Tag "Fack Ju Gothe" fait pour le film sur un train

Cette dernière, détentrice du prix Adolf-Grimme, a hérité du rôle féminin principal. Elle avait joué dans peu de comédies à part dans Girls and Sex et Girls and Sex 2. Lena Schönmann a justifié le casting de l'actrice pour son « flair exacerbé pour la comédie et le rythme ».
Le rôle de la directrice est attribué à Katja Riemann, qui avait déjà fait une apparition dans la série Family Mix. Ushi Glas joue le rôle de la prof énervée Ingrid Leimbach-Knorr. Elle a aussi joué le rôle de Pepe Nietnagel dans «Die Lümmel von der ersten Bank » (1968-1972). Dans cette comédie, son rôle était complètement différent de celui qu'elle occupe dans « Un prof pas comme les autres » puisqu'elle jouait le rôle de la sœur de Pepe Nietnagel, une élève.
Max von der Groeben a pris le rôle de l'élève Daniel, « Danger». En 2013, il a été nommé comme meilleur représentant de la nouvelle génération à la Goldene Kamera. Jella Haase joue le rôle de Chantal. En 2011, elle a reçu aux prix du cinéma bavarois le prix de la meilleure représentante de la nouvelle génération. En 2013, elle a aussi reçu le prix télévisuel Günter-Strack au Studio de Hambourg pour la meilleure actrice.

### Tournage
Fack ju Göhte a principalement été tourné à Munich et Berlin. Le lycée Lise-Meitner d'Unterhaching a servi de décor pour le lycée Goethe du film, comme il avait déjà servi dans d'autres productions comme Schule (2000) de Marco Petry, le film catastrophe Die Wolke (2006) de Gregor Schnitzler ou la série télévisée de ZDF Klimawechsel (2010). Le tournage à Berlin a eu lieu sur Kurfürstendamm et dans un grand ensemble de Neukölln, ainsi que dans une piscine berlinoise. Les quelques scènes tournées en prison l'ont été dans une ancienne prison de la RDA, dans la Keibelstraße.
Le tournage a débuté le 28 avril 2013 et a duré 41 jours.

### Bande originale
1. Cheating − John Newman
2. Fack Ju Göhte Beat − Djorkaeff (de)
3. Error − Madeline Juno
4. Pumpin Blood − Nonono
5. Let Her Go − Passenger
6. Hands Around The World − Djorkaeff
7. Benzin Beat − Djorkaeff
8. Move − D/R Period
9. Brother − Smashproof
10. Ain't No Fun − Nitro
11. Hey Now − Martin Solveig
12. Everybody Talks − Neon Trees
13. Das Ist Pimkie! − Beckmann
14. Dry My Soul − Amanda Jenssen
15. Change Is Gonna Come − Olly Murs
16. What I Go To School For − Busted
17. High Hopes − Kodaline
18. Zeitkapsel − Beckmann
19. Can't Help − Parachute
20. Deep Diving − Thilo Brandt
21. Klassenzimmer Beat − Djorkaeff
22. Laura, Sie Redet Mit Dir! − Beckmann
23. Theater Beat − Djorkaeff
24. Balkan Bachata − Clea & Kim
25. Touch Me (I Want Your Body) − Samantha Fox
26. Cheating (Remix) − John Newman
27. Love sex baby - Gina Cutillo
28. Throw Your Hands Up - Alexei Misoul & Dan Book

## Accueil

### Sortie
Quatre teasers sont sortis dès le 28 juillet 2013 et la bande-annonce officielle a été projetée à partir du 10 octobre. L'avant-première s'est tenue au cinéma Mathäser de Munich le 29 octobre. À partir du 2 novembre, cinq jours avant que le film ne sorte dans les salles allemandes, a commencé une tournée des cinémas d'une semaine menée par Bora Dagtekin, Elyas M'Barek et Karoline Herfurth. La tournée comprenait 25 villes allemandes comme Hambourg, Berlin, Karlsruhe, Cologne, Kottbus et Dortmund et plusieurs villes autrichiennes comme Linz, Vienne ou Salzbourg.
Selon Kinostart, le film a passé la barre des trois millions d'entrées en 17 jours, devenant le film le plus rapide à devenir le plus gros succès de l'année 2013. En Allemagne, le film a enregistré 5.622.273 spectateurs et le 8 novembre 2015, ce nombre s'élevait à 7.394.469. Avec son nombre d'entrées comptabilisées dans son année de sortie, Un prof pas comme les autres obtient la première place et obtient également la 7e place parmi les plus gros succès du cinéma allemand de la République fédérale depuis 1963. Mondialement, le film a d'ailleurs rapporté plus de 72 millions d'euros.
En janvier 2014, le film sort à l'international sous le nom de Suck Me Shakespeer. En France, le film sort le 12 novembre 2014 dans 93 salles, cumulant 25 470 entrées après une semaine de projection, et 62 138 entrées au total.

### Critiques
« Une comédie qui ne vise pas très haut, mais avec un côté à la fois déjanté et bon enfant sympathique » - Le Dauphiné libéré
« Dire que cette potache fait dans le lourdingue est un doux euphémisme. Seuls le rythme et l'énergie déployée par les jeunes acteurs la sauvent du zéro pointé. » - Le Parisien
« Lourdaud et prévisible. » - Ouest-France
« Pas très fin mais rafraîchissant. » - Télérama
« Cette comédie sans surprise sur un repris de justice qui se fait passer pour un prof est assez drôle en soi, et d'une facture sur-vitaminée, propre à plaire aux adolescents. » - L'Express

### Droits d'auteur et justice
La production du film Constantin SARL voulait inscrire le titre du film à l'office de l'Union Européenne pour la propriété intellectuelle (EUIPO) en 2015, afin d'utiliser la marque pour des produits dérivés. L'entreprise a déposé un recours contre le rejet de l'inscription du 25 septembre 2015.
L'EUIPO a rejeté la demande le 1er décembre 2016, au motif que le slogan "Fack Ju Göhte" est contraire aux bonnes mœurs. Le tribunal a ensuite confirmé cette décision. À la suite de cette décision, la production pouvait faire appel à la cour de Justice dans les deux mois suivants. Cette dernière a confirmé le rejet de la demande le 24 janvier 2018.

### Récompenses
- - 2014: Bambi dans la catégorie Film National
  - 2014: Prix de Comédie allemande pour le plus grand succès de comédie au cinéma
  - 2014: Jupiter Award dans la catégorie Meilleur Film Allemand et plus gros succès allemand
  - 2014: Prix du public aux Awards bavarois 2013
  - 2014: Award Bogey de platine pour 5 millions d'entrées au box-office en 50 jours
  - 2014: Goldene Leinwand mit Stern pour 6 millions d'entrées au box-office
  - 2014: Nomination au Prix du Film allemand dans la catégorie Meilleur scenario
  - 2014: Nomination au Prix du Film allemand pour Jella Haase et Katja Riemann dans la catégorie Meilleure interprétation – Rôle secondaire féminin
  - 2014: Prix spécial aux New Face Awards pour les producteurs Lena Schömann et Christian Becker.
  - 2014: Prix du film allemand pour le film de l'année au plus grand nombre d'entrées au box-office
  - 2015: Nomination dans la catégorie cinéma du prix du film audio allemand pour l'audiodescription de Ari Mog

## Suites
Le second volet de la comédie, Un prof pas comme les autres 2 est sorti en 2015 et le 26 octobre 2017 est sorti le volet final, intitulé Un prof pas comme les autres 3.

## Adaptation musicale
Le 21 janvier 2018, le film a été adapté et présenté pour la première fois en pièce musicale à Munich. Produite par Stage Entertainment et écrite par Simon Triebel, Nicolas Rebscher et Kevin Schroeder, elle a été jouée pour la première fois au nouveau théâtre Werk 7. Max Hemmersdorfer interprète Zeki.

## Livre audio
- 2013 : Fack Ju Göthe (Jumbo Neue Medien, 2 CD) – version allemande